# Jécar Nehgme
Jécar Antonio Nehgme Cristi (25 de marzo de 1961-Santiago, 4 de septiembre de 1989) fue vocero público, militante y dirigente del Movimiento de Izquierda Revolucionaria (MIR) y asesinado por la brigada Azul de la Central Nacional de Informaciones (CNI) durante la dictadura militar de Augusto Pinochet.

## Biografía

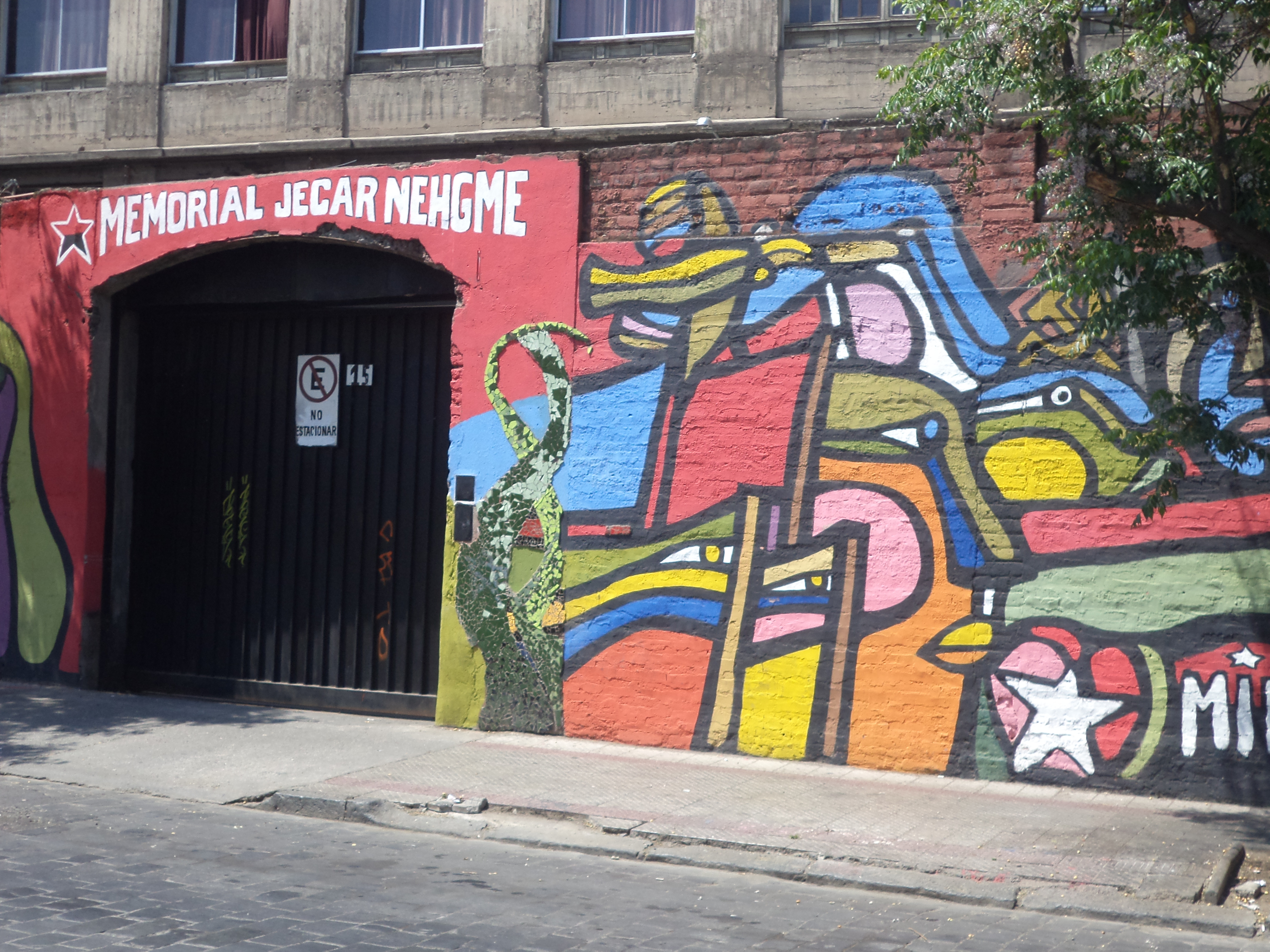
Memorial en el lugar de su asesinato.

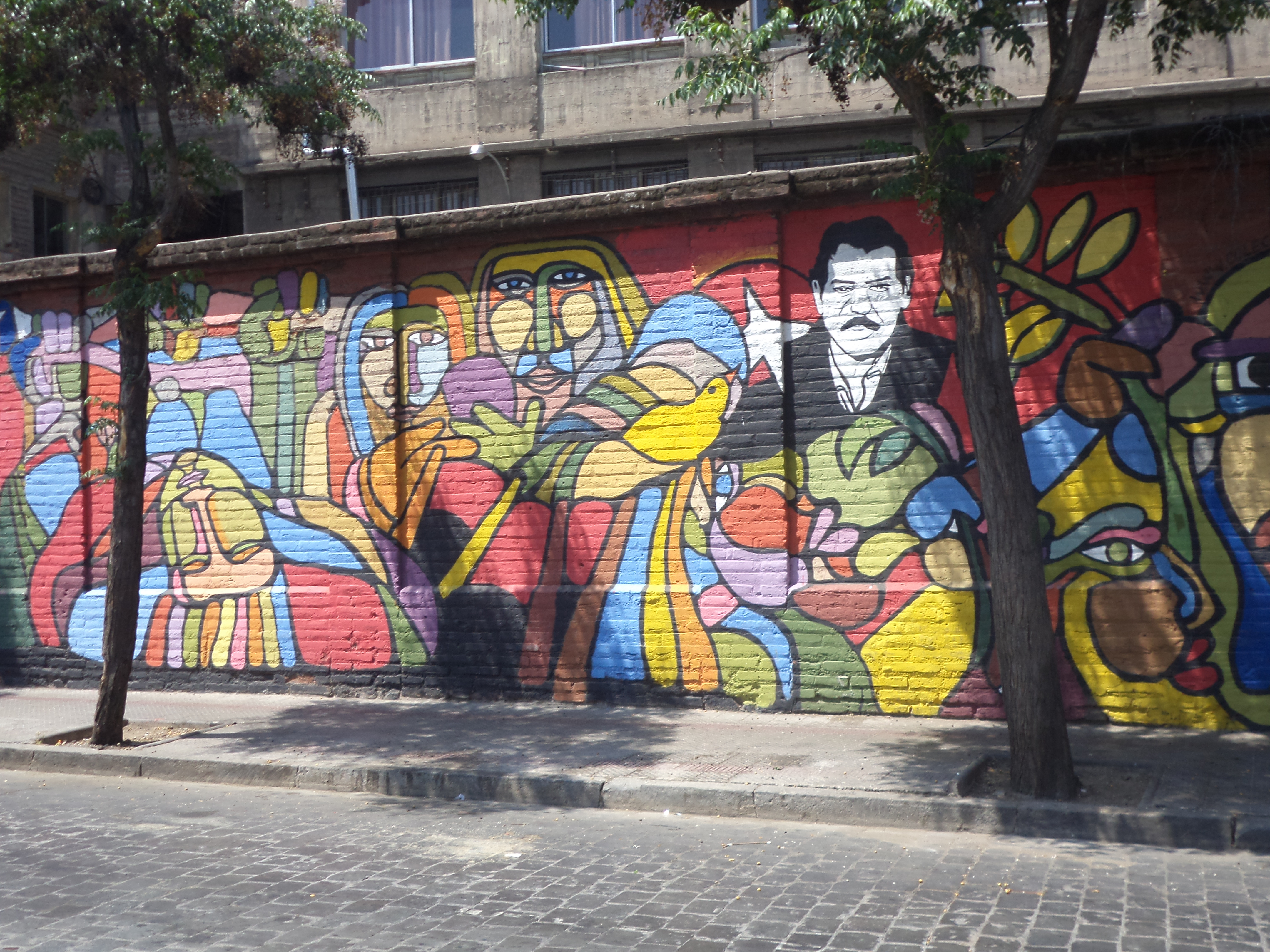
Mural en el lugar de su asesinato.

Hijo de Jécar Nehgme Cornejo, salubrista y dirigente socialista del gremio de la salud en Temuco -fusilado el 26 de octubre de 1973 por militares en el regimiento de Temuco-  y de Milagros Cristi Pérez, profesora de educación básica.
En 1979 ingresó a la Universidad de Chile a estudiar la carrera de Historia y geografía, y comienza su militancia en el MIR, sufre sus primeras persecuciones y es expulsado en 1980 de la casa de Bello. Retoma sus estudios en ingeniería Civil la Universidad de Santiago, USACH. Enfrentado múltiples detenciones y siendo torturado por la policía secreta de la dictadura militar. En la universidad conoció a Águeda Sáez Fick, con quien compartirá la militancia política, convirtiéndose en su compañera y madre de su único hijo.
A principio de los años 80, fundó y dirigió la Unión Nacional de Estudiantes Democráticos (UNED), que impulsaba la democratización de las universidades, la participación y acción directa de los estudiantes, la vinculación y coordinación con los movimientos sociales anti dictatoriales; fue fundador junto a Fabiola Letelier, Fernando Castillo Velasco, el sacerdote Rafael Marotto y otros dirigentes, del Comité de Defensa de los Derechos del Pueblo (CODEPU). A comienzos de 1982 comienza a ser perseguido y buscado por la CNI, lo que lo obliga a llevar una vida clandestina hasta que reaparece públicamente -junto a su compañera Águeda Sáez- en la Asamblea constitutiva del Movimiento Democrático Popular (MDP) en dónde asumen la representación pública del MIR, luego en Izquierda Unida (IU) y el partido País formado por la Izquierda  para participar en las elecciones en 1989 donde fue electo Patricio Aylwin.
En 1987 en el proceso de quiebre del MIR ecuando logra darle al partido una orientación más política y social enfrentándose con Andrés Pascal Allende quien defendía una tesis  militar e insurreccionalista para enfrentar al régimen de Pinochet.
En junio de 1987 formó parte de una delegación clandestina de partidos de izquierda organizada en Cuba por el Movimiento Democrático Popular, para preparar el plebiscito del año siguiente.Asesinado por la CNI en la calle General Bulnes en Santiago, el 4 de septiembre de 1989. Fue acribillado y doce proyectiles de diversos calibres impactaron su cuerpo, provocándole la muerte.
Su crimen ocurre cuando caminaba sólo por calle Gral  Bulnes recién pasada las 21 hrs. del día 4 de septiembre de 1989, en la comuna de Santiago, en dirección a su casa. Eran días de intensas actividades electorales y que Nehgme había llamado a apoyar. La emboscada organizada y premeditada fue ejecutada por la brigada Azul de la CNI,  a 3 meses de las elecciones presidenciales. La ejecución de Jecar Nehgme quiso obstaculizar la transición a la democracia y resquebrajar la unidad de la izquierda del que era artífice.

## Caso judicial
El crimen de Jécar Nehgme fue el último perpetrado por razones políticas durante la Dictadura Militar. Tras un largo proceso la justicia logró determinar los autores del asesinato: el jefe metropolitano de la CNI, brigadier (r) Enrique Leddy Araneda, el coronel (r) Pedro Guzmán Olivares y el capitán (r) Luis Sanhueza Ross. Sin embargo la sentencia de los jueces les condenó sólo a tres años de pena remitida, lo que provocó las protestas de familiares y organizaciones de Derechos Humanos.